# ريجنالد فيشر
ريجنالد فيشر (17 أبريل 1872 في المملكة المتحدة - 31 ديسمبر 1939 في المملكة المتحدة) (بالإنجليزية: Reginald Fisher)‏ هو لاعب كريكت بريطاني (وحمل سابقاً جنسية المملكة المتحدة لبريطانيا العظمى وأيرلندا). لعب مع نادي مقاطعة هامبشاير للكريكت ‏.

## وصلات خارجية
- ريجنالد فيشر على موقع إي آس بي آن كريك إنفو (الإنجليزية)